# 冰上滑盤

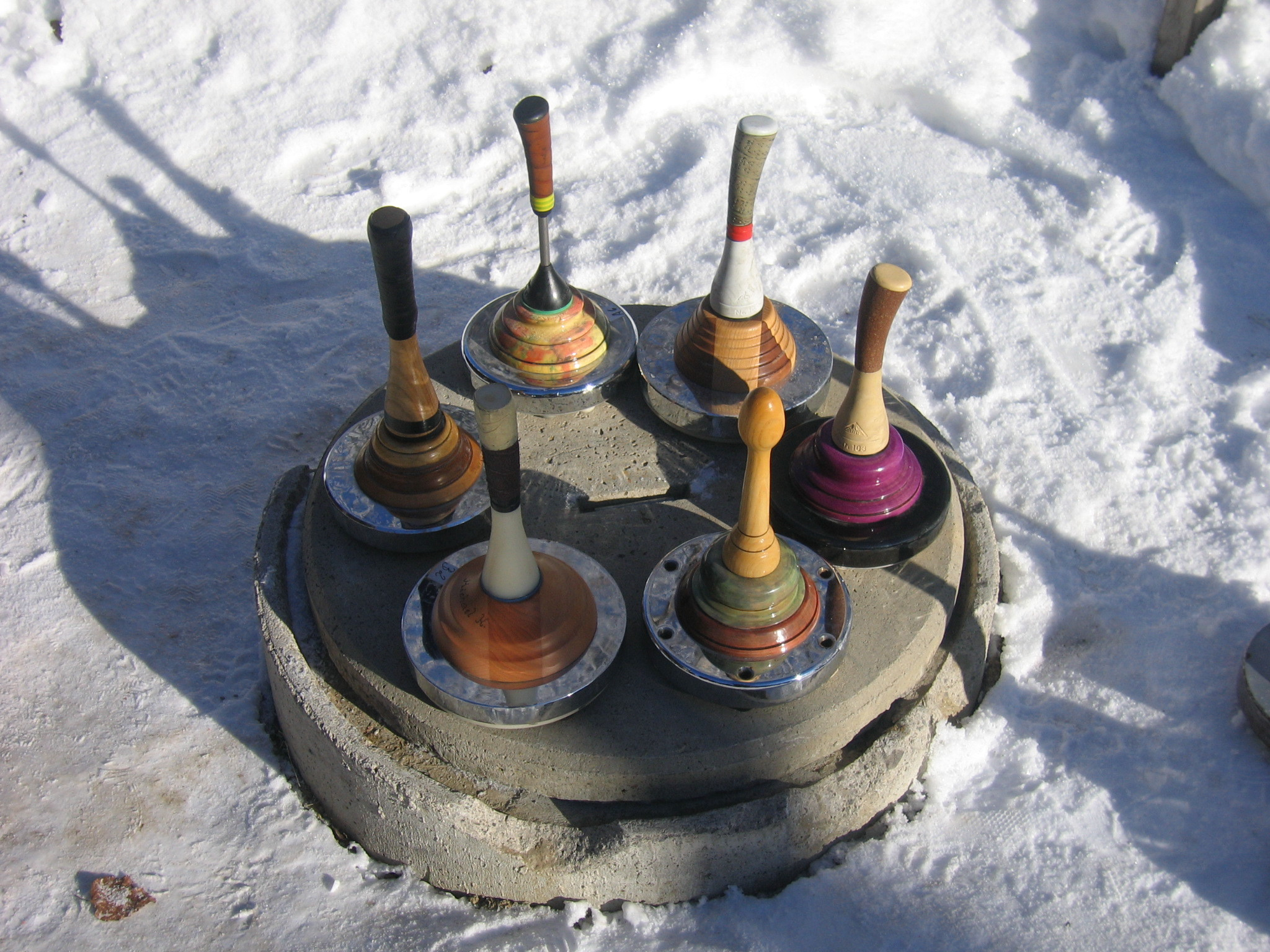

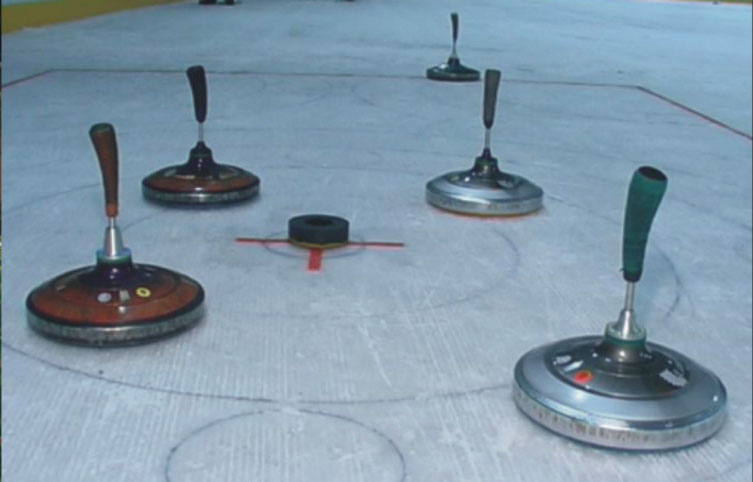

冰上滑盤(Ice stock sport、)是一項流行於德國和奧地利，類似冰壺的冬季運動。參賽者需把滑盤推到比賽場地另一端的中心點，較近目標的為勝方。這運動曾於1936年和1964年成為當屆冬季奧運會的表演項目。此外，雖然冰上滑盤是一項冬季運動，但這運動也可在夏季進行。

## 歷史
冰上滑盤起源於16世紀的德國農村，德國人隨後在1930年把其規範化，並成立總會管理這運動。兩年後，又組成全國錦標賽，之後還在1951年舉辦歐洲錦標賽，並在1983年設立世界冠軍賽。

## 規則
參賽者需分為兩組，每組4人，可有10次推滑盤的機會。他們需要把滑盤推到比賽場地另一端的中心點，距離最近的可得10分，次之有9分，最遠離目標的為1分，如此類推。在推完所有滑盤後把分數相加，較高分的為勝方。

## 資料來源
1. 1 2  Ice-Stock Shooting